# بليد: الثالوث
بليد الثلاثية (بالإنجليزية: Blade: Trinity)، هو فيلم أمريكي من نوع رعب، وهي الجزء الثالث من سلسلة أفلام الإثارة الشهيرة، ويلقي البطولة ويسلي سنايبس.
وقصة الفيلم المختصرة، يقوم بليد بتدمير مشروع مصاصي الدماء الجدد، والذين لن يتأثروا بأشعة الشمس وتقوم بتطوير الوحوش.

## وصلات خارجية
- الموقع الرسمي
- بليد: الثالوث على موقع IMDb (الإنجليزية)
- بليد: الثالوث على موقع ميتاكريتيك (الإنجليزية)
- بليد: الثالوث على موقع روتن توميتوز (الإنجليزية)
- بليد: الثالوث على موقع نتفليكس (الإنجليزية)
- بليد: الثالوث على موقع قاعدة بيانات الأفلام العربية
- بليد: الثالوث على موقع ألو سيني (الفرنسية)
- بليد: الثالوث على موقع Turner Classic Movies (الإنجليزية)
- بليد: الثالوث على موقع أول موفي (الإنجليزية)
- بليد: الثالوث على موقع بوكس أوفيس موجو (الإنجليزية)
- بليد: الثالوث على موقع فيلمافينيتي (الإسبانية)
- Blade: Trinity script at HorrorLair
- Blade turns Ten. Interviews with the cast.